# Mantayupan-Wasserfall
Der Mantayupan-Wasserfall befindet sich auf der Insel Cebu, etwa 45 km südwestlich der Provinzhauptstadt Cebu City in der Stadtgemeinde Barili. 
Der Wasserfall hat zwei Fallstufen, von denen die erste mit 98 m die Hauptattraktion ist. Danach sammelt sich das Wasser in einem Becken, von dem aus ein Teil des Wassers für ein örtliches Wasserwerk umgeleitet wird. Die zweite Fallstufe hat eine Fallhöhe von 14 m.